# Agnieszka Podkówka
Agnieszka Podkówka (ur. 21 czerwca 1987) – polska judoczka.
Była zawodniczka klubów: UKS 2 Stalowa Wola (2004–2006), MKS Juvenia Wrocław (2006–2009), KS AZS-AWF Wrocław (2009–2013). Dwukrotna wicemistrzyni Polski seniorek (2008 – kat. do 78 kg, 2009 – kat. open) oraz dwukrotna brązowa medalistka mistrzostw Polski seniorek (2010 i 2011 w kat. do 78 kg). Ponadto m.in. młodzieżowa mistrzyni Polski 2009. 